# Poznańi mézeskalács
A poznańi mézeskalács (lengyelül: rura) a nagy-lengyelországi regionális konyha hagyományos süteménye.

## Története

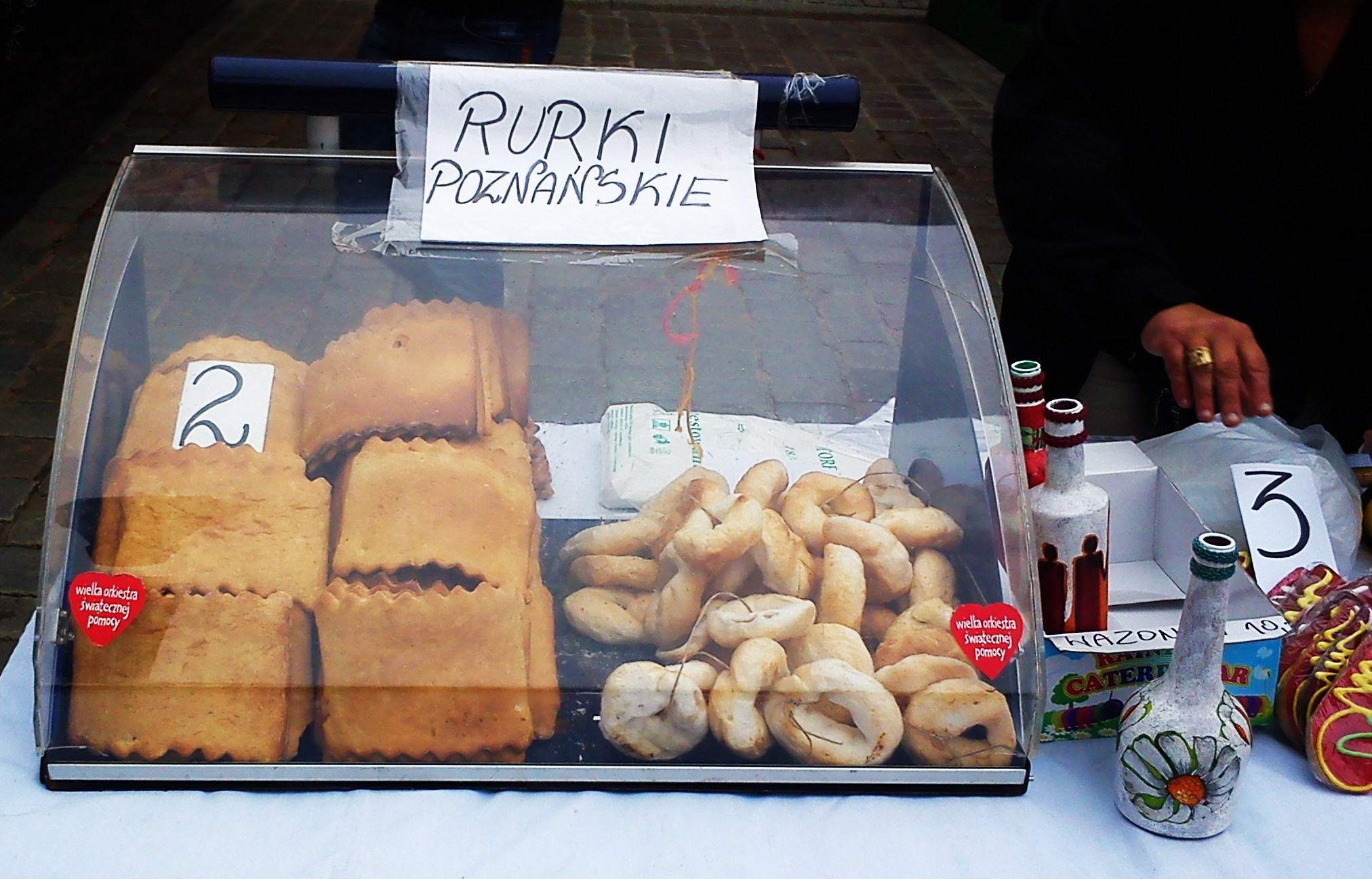
Rurák a Świętojański Vásáron (balra)

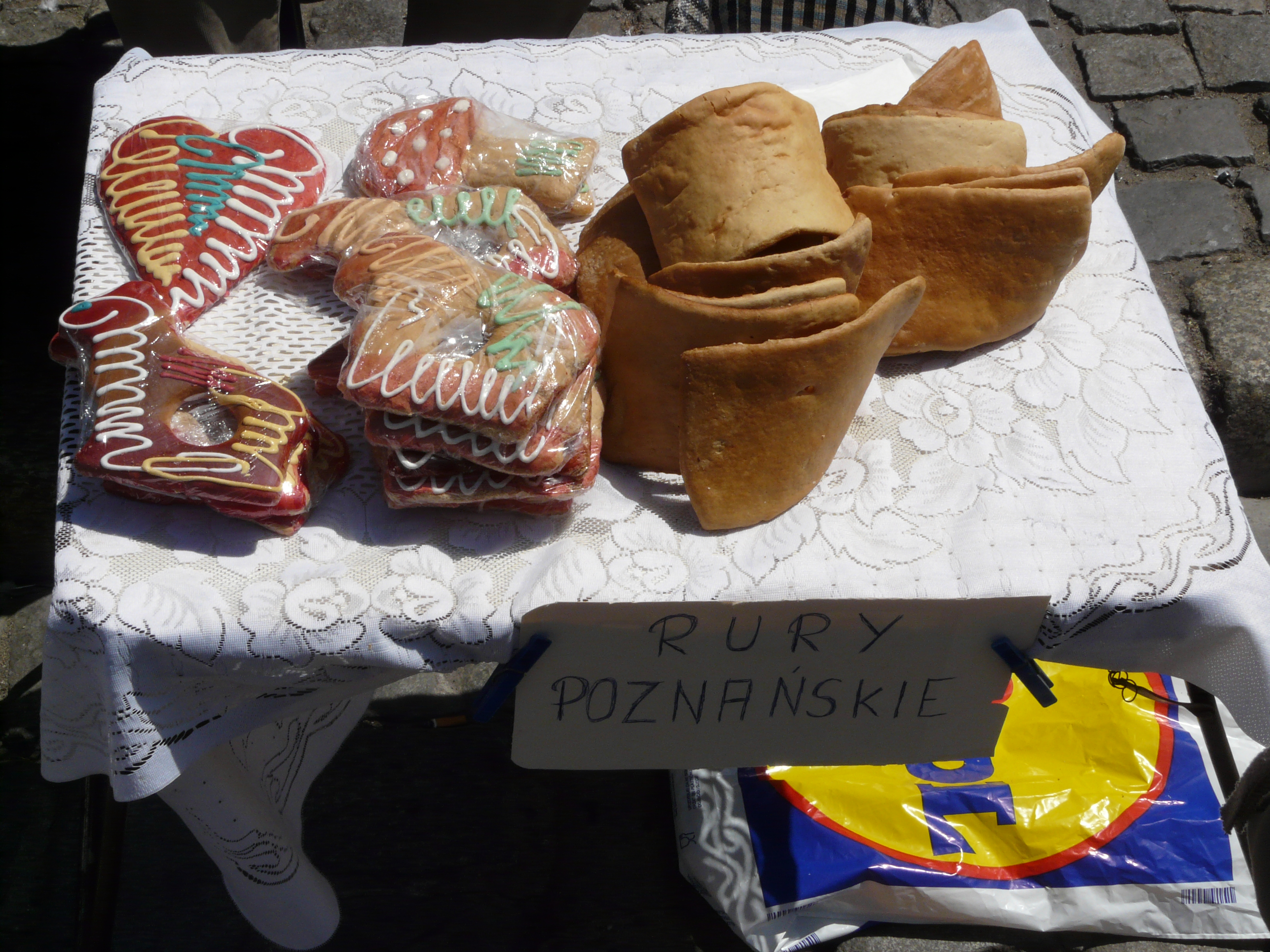
Több fajta poznańi mézeskalács

Ezt az édességet régebben vagy Úrnapja ünnepén, vagy Mindenszentek napján a temetők előtt árusították és fogyasztották. Napjainkban gyakrabban lehet találkozni vele temetőknél és helyi vásárokon, például a Świętojański Vásáron. A mézeskalács készítői ritkán ismert emberek, általában alkalmi árusok kínálják. Csak kivételesen készítik otthon, a háztartásokban.
A sütemény pontos története nem ismert. Az azonban tudott, hogy már a két világháború között is fogyasztották, de abban az időben még trombitának nevezték. A ma használatos rura szó jelentése cső.

## Elkészítése
A mézeskalács mézzel kevert sült tésztából készül. Négyzet alakúra vágják, az oldalai kb. 15 cm hosszúak. Az élek gyakran fogazottak vagy más módon díszítik őket. A lapok vastagsága néhány milliméter, és sötét krémszínűek vagy világosbarnák. 
A receptnek több eltérő változata is van, és az is előfordul, hogy valamilyen színes mázzal vonják be a süteményt. 
A kisütött, meghajolt tészta félbevágott csőre hasonlít, újabb neve innen eredeztethető.

## Lásd még
- Lengyel konyhaművészet
- A lengyel konyhaművészet története
- Nagy-Lengyelország konyhája
- Poznań

## Fordítás
- Ez a szócikk részben vagy egészben a Rura (kulinaria) című lengyel Wikipédia-szócikk ezen változatának fordításán alapul.  Az eredeti cikk szerkesztőit annak laptörténete sorolja fel. Ez a jelzés csupán a megfogalmazás eredetét és a szerzői jogokat jelzi, nem szolgál a cikkben szereplő információk forrásmegjelöléseként.